# 喬治敦縣 (南卡羅萊納州)
喬治敦縣（英語：Georgetown County）是美國南卡羅萊納州東部的一個縣，東臨大西洋。面積2,681平方公里。根据美國2000年人口普查，共有人口55,797人。縣治喬治敦 （Georgetown）。
成立於1785年。縣名紀念英王喬治二世。